# دهن درمير عمر (غافروبارمون)
دهن درمیر عمر (بالفارسية: دهن درمیرعمر) هي قرية تقع في إيران في قسم غافروبارمون الريفي. يقدر عدد سكانها بـ 140 نسمة بحسب إحصاء 2016.